# الدنيا لما تضحك (فلم)
الدنيا لما تضحك هو فيلم مصري عرض عام 1953، بطولة نجاح سلام وشكري سرحان وإسماعيل ياسين، من تأليف بديع خيري ومن إخراج محمد عبد الجواد.

## قصة الفيلم
تدور أحداث الفيلم حول رهان بين مليونير شاب وملاحظ عمال. وهو أن يقوم الملاحظ بإنفاق مبلغ ستة آلاف جنيه شهريًّا. يحب المليونير شقيقة الملاحظ مدعيًا أنه موظف بسيط في شركة المليونير نفسه، تحبه وتدفع له دون أن تعرف أن هذا المليونير هو الذي ملأ عائلتها مالا. ولكن الفتاة لا تقيم وزنًا للمال الذي ملأ عائلتها وخاصة بعد أن تنتقل إلى حي غني ولكنها تفضل أن تعيش في شقتهم بالحي الشعبي، وينتهي الموقف بأن يخسر ملاحظ العمال الرهان، وتعرف شقيقة الملاحظ حقيقة الشاب الذي أحبته وتتزوجه، ويتزوج سكرتير المليونير الشقيقة الأخرى للملاحظ.

## طاقم التمثيل
- نجاح سلام
- شكري سرحان
- إسماعيل ياسين
- عبد الفتاح القصري
- زينات صدقي
- إستفان روستي
- سميحة توفيق
- محمد الديب
- زكي الفيومي
- عبد المنعم إسماعيل
- عزيزة بدر
- علية فوزي
- أحمد الحمامي
- سهير رضا
- علي كامل
- حسين إسماعيل
- محسن حسنين
- محمد صبيح
- زكي الحرامي
- مطاوع عويس
- مختار السيد
- محمود لطفي
- صفا الجميل
- سيد إسماعيل
- عائشة حسن
- هيرمين
- شلاضيمو
- أحمد عامر

## فريق العمل
- إخراج: محمد عبد الجواد
- تأليف: بديع خيري
- مدير التصوير: مصطفى حسن
- مونتاج: إحسان فرغل
- إنتاج: أفلام الاتحاد (عباس حلمي)
- توزيع: أفلام النيل (جبرائيل تلحمي)